# Bicyclobutan
Bicyclobutan ist eine chemische Verbindung aus der Gruppe der Bicyclen, die aus zwei verbundenen Cyclopropanringen besteht. Bicyclobutan und Derivate mit der gleichen Grundstruktur sind von besonderem Interesse, da sie unter den carbocyclischen Verbindungen mit zwei Ringen wahrscheinlich die mit der höchsten Ringspannung sind.

## Gewinnung und Darstellung
Das erste echte Bicyclobutan-Derivat wurde durch basenkatalysierte Cyclisierung von 3-Bromcyclobutan-Carboxylaten hergestellt.
Bicyclobutan selbst wurde aus 1-Brom-3-chlorcyclobutan durch intramolekulare Wurtz-Kupplung mit geschmolzenem Natrium hergestellt.
Die Verbindung kann auch durch die photochemische Isomerisierung von 1,3-Butadien hergestellt werden.
Daneben sind noch weitere Syntheseverfahren bekannt.

## Eigenschaften
Bicyclobutan zersetzt sich bei Temperaturen knapp über 200 °C in 1,3-Butadien. Die Struktur und Photochemie der Verbindung wurden umfangreich untersucht. Die Ringspannungsenergie der Verbindung wird auf 63,9 kcal/mol geschätzt.
Bicyclobutan reagiert mit Iod zu 1,3-Diiodcyclobutan mit einem cis/trans-Isomerenverhältnis von 82:18.

## Externe Links zu erwähnten Verbindungen
1. ↑  Externe Identifikatoren von bzw. Datenbank-Links zu 1-Brom-3-chlorcyclobutan:  CAS-Nr.: 4935-03-9, PubChem: 560567, Wikidata: Q72452534.
2. ↑  Externe Identifikatoren von bzw. Datenbank-Links zu 1,3-Diiodcyclobutan:  CAS-Nr.: 89066-32-0, ChemSpider: 456139, Wikidata: Q133426125.